# Ergastolo

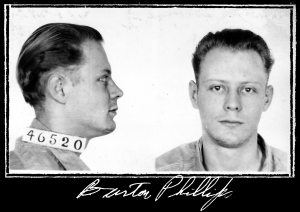
Foto segnaletica di Burton Phillips (1912-1999), criminale statunitense, condannato all'ergastolo per una rapina in banca nel 1935

L'ergastolo è una pena detentiva a carattere perpetuo inflitta a chi ha commesso un delitto di particolare gravità.
Nel 2013 una sentenza della Corte europea dei diritti dell'uomo ha stabilito che tale pena viola i diritti umani quando la scarcerazione sia espressamente proibita o quando non sia previsto nell'ordinamento che, non oltre i venticinque anni di detenzione, il condannato possa chiedere a un organismo indipendente dal governo una revisione della sentenza o un alleggerimento di pena. 
Da diversi studi è emerso il fatto che l'ergastolo favorisce nei detenuti lo svilupparsi di malattie psichiche e fisiche.

## Etimologia
Il termine "ergastolo" deve il suo nome al luogo fisico nel quale il condannato scontava le condanne. Nella Roma antica il termine ergastulum indicava propriamente un campo di lavoro al quale venivano destinati gli schiavi puniti, dal quale spesso non erano destinati a uscire. La radice greca del nome dalla quale è mediato il termine latino si riferisce proprio al lavoro, in questo caso forzato.

## L'ergastolo nel mondo

Quadro riassuntivo della detenzione a vita nel mondo:
In blu gli ordinamenti che l'hanno abolita.
In verde gli ordinamenti che la mantengono con limitazioni.
In rosso gli ordinamenti che la mantengono.

### Austria
In linea teorica, la legge in Austria ammette il carcere a vita. Dopo un periodo minimo di quindici anni, è tuttavia possibile un provvedimento di scarcerazione, se e quando viene accertato che non c'è più possibilità di recidiva. La decisione è a completa discrezione della corte di appello, e può essere impugnata davanti alla corte suprema. In alternativa, il presidente della repubblica può decidere un provvedimento di grazia, su proposta del ministero della giustizia. I detenuti che hanno commesso reato a una età inferiore a ventuno anni possono essere condannati a un massimo di vent'anni di prigione.

### Australia
Presente solo in alcuni Stati per reati eccezionalmente gravi. Katherine Mary Knight è stata la prima donna nel paese ad essere condannata all'ergastolo per il barbaro omicidio del suo ex compagno.

### Belgio
In Belgio la pena dell'ergastolo è assimilata a trent'anni di reclusione al fine di calcolare dopo quanto tempo il detenuto può beneficiare di un provvedimento di scarcerazione: può essere liberato dopo aver scontato un terzo della pena, se prima della condanna è incensurato, oppure dopo aver scontato due terzi della pena, in caso di recidiva. La soluzione è deliberata da un tribunale ed è possibile un ricorso in appello.

### Città del Vaticano
Nella Città del Vaticano l'ergastolo è stata una pena in vigore sino al 12 luglio 2013. Da tale data, Papa Francesco ha sostituito, con un motu proprio, tale pena con la reclusione sino a un massimo di trentacinque anni.

### Danimarca
In Danimarca i detenuti possono presentare una richiesta di riduzione della pena dopo dodici anni di reclusione e a condizione di un'iniziativa del ministro della giustizia, del re o della regina di Danimarca che possono concedere la grazia, soggetta a un periodo di cinque anni durante il quale il provvedimento può essere revocato. I detenuti condannati all'ergastolo, nella maggioranza dei casi, sono sottoposti a nessun anno di detenzione effettiva salvo quelli particolarmente gravi. I condannati ritenuti socialmente pericolosi possono essere sottoposti a una detenzione di durata indefinita, finché non si ritiene che sia scomparso tale pericolo. In media, i condannati ritenuti socialmente pericolosi sono sottoposti a nove anni effettivi di carcere dopodiché il beneficio di un provvedimento di scarcerazione subordina a un periodo cautelare di cinque anni.

### Francia
In Francia le persone condannate all'ergastolo, prima incensurate, possono beneficiare di un provvedimento di scarcerazione dopo diciotto anni, che la corte giudicante può elevare a un minimo di ventidue anni per quanti hanno commesso una recidiva. Esclusivamente per infanticidio con torture, l'ergastolo può essere convertito in un minimo di trent'anni di carcere. È possibile una scarcerazione prima di questi termini solamente per gravi motivi di salute. Il 7 agosto 2011 il prigioniero francese Pierre Just Marny (Fort-de-France, Martinica, 6 agosto 1943), condannato all'ergastolo nel 1969 per omicidio, si è tolto la vita nel carcere di Ducos, sull'isola della Martinica, dopo quarantotto anni di carcere. Era il più anziano detenuto di Francia.

### Finlandia
Storicamente, il presidente della Finlandia è la sola persona che ha il potere di concedere la grazia alle persone condannate all'ergastolo. A partire dal 1º ottobre 2006, però, questo potere è stato concesso anche alla corte d'appello di Helsinki. Un condannato all'ergastolo potrà chiedere la libertà dopo un minimo di undici anni di carcere. Se la richiesta fosse respinta, potrà essere presentata una nuova richiesta dopo un anno. Se la richiesta fosse accettata, il detenuto sarà sottoposto a tre anni di libertà vigilata, durante i quali non dovrà commettere nessun illecito, prima che gli sia concessa la libertà piena. Se il detenuto aveva meno di ventuno anni di età quando è stato commesso il reato, la prima richiesta di scarcerazione potrà essere presentata dopo dieci anni. Una persona che ha commesso un reato da minorenne non può essere condannata all'ergastolo.

### Germania
In Germania la condanna alla lebenslange Freiheitsstrafe (reclusione a vita) comporta che occorra scontare un minimo di quindici anni di pena prima di poter presentare una domanda di scarcerazione (§ 49 Abs. 1 Nr. 1 StGB). La corte costituzionale tedesca ha affermato che il carcere a vita, eliminando qualsiasi prospettiva di recuperare la propria libertà, lede la dignità della persona tutelata come principio fondamentale dalla costituzione tedesca (Art. 1 GG).
Nei casi in cui il detenuto rappresenti un pericolo attuale ed evidente per la sicurezza della società, la sentenza di condanna può prevedere un periodo ulteriore di detenzione preventiva a valle della condanna legata al reato. Questo secondo periodo di detenzione non è considerato punitivo, bensì è visto come una misura di protezione della sicurezza pubblica. La carcerazione preventiva può essere prorogata indefinitamente finché non si sia accertato che il condannato difficilmente commetterà altri crimini. In linea teorica la carcerazione preventiva può durare più di dieci anni; è utilizzata solamente in casi eccezionali. A partire dal 2006, è possibile disporre la carcerazione preventiva anche a seguito di una precedente sentenza di condanna, se nel periodo intermedio si manifesta il rischio di una pericolosità sociale da parte del detenuto. Una persona minorenne non può essere condannata all'ergastolo; la massima pena per i minorenni è di dieci anni di carcere.

### Italia
In Italia l'ergastolo è la massima pena prevista nell'ordinamento giuridico penale per un delitto.
L'ergastolo è previsto dall'art. 22 del codice penale. La pena è perpetua, cioè a vita, (nonostante, dopo i ventisei anni di carcere, il detenuto possa richiedere la "libertà condizionale" per "buona condotta") ed è scontata in uno degli stabilimenti a ciò destinati, con l'obbligo del lavoro e con l'isolamento notturno; quest'ultima restrizione, introdotta per impedire promiscuità sessuali e non fra i detenuti, è stata modificata implicitamente dall'art. 6. 2 della legge 26 luglio 1975 nº 354, che dispone che "i locali destinati al pernottamento dei detenuti consistono in camere dotate di uno o più posti senza distinguere la pena da eseguire", e dunque che i condannati all'ergastolo possano passare le notti in condizioni di non isolamento. Il condannato all'ergastolo può essere ammesso al lavoro all'aperto.
In Italia esistono due tipi di ergastolo: quello normale e quello ostativo. Il primo, normale, concede al condannato la possibilità di usufruire dei benefici previsti dalla legge (ad esempio: assegnazione lavoro all'esterno; permessi premio; misure alternative alla detenzione; affidamento in prova, detenzione domiciliare, liberazione anticipata, ecc.). Il secondo, che è invece un regime di eccezione, nega al detenuto ogni beneficio penitenziario, a meno che non sia un collaboratore di giustizia.
"Ostativo" ha quindi il significato di "impeditivo" dei benefici suddetti ed è riferito a particolari reati considerati efferati: associazione di tipo mafioso (art. 416 bis c.p.), sequestro di persona a scopo di estorsione (art. 630 c. p.), associazione finalizzata al traffico di droga (art. 74 D.P.R. n. 309/1990), ecc., reati che appunto ostano, o ostacolano, la concessione dei benefici sopraelencati. I detenuti all'ergastolo ostativo (in maggioranza condannati per omicidi legati alla mafia) possono rientrare nel regime normale solo nel caso in cui essi diventino collaboratori di giustizia (i cosiddetti pentiti).
Il Partito Radicale propose un referendum abrogativo nel 1981 per l'abolizione dell'ergastolo, ma vinse il fronte del no.
In Italia la riduzione della pena è prevista ma il detenuto deve prima pagare i debiti (risarcimenti alle vittime, spese processuali e di detenzione) e deve avere anche una residenza, cosa che rende potenzialmente ardua la possibilità di ottenere la libertà vigilata.

#### Problemi di costituzionalità
Nonostante l'ergastolo semplice sia teoricamente perpetuo, non è in realtà quasi mai scontato completamente. Il carattere teoricamente perpetuo della pena, previsto dal codice penale del 1930, pone infatti gravi problemi di compatibilità con l'art. 27 comma 3 della Costituzione e con la Legge Gozzini che a detto articolo dà attuazione. Recita, infatti, tale articolo: "Le pene [...] devono tendere alla rieducazione del condannato"; chiaramente una pena che esclude dalla vita sociale un individuo in perpetuità non può avere alcuno scopo rieducativo, cioè non può facilitare il reinserimento sociale del condannato. Ripetutamente poste all'attenzione della Corte costituzionale da parte dei giudici di merito, le doglianze sull'incostituzionalità dell'ergastolo sono state sempre respinte sull'assunto che "funzione e fine della pena non sia solo il riadattamento dei delinquenti" e che la pena dell'ergastolo, a seguito dei vari benefici astrattamente concedibili ai condannati, "non riveste più i caratteri della perpetuità" (Sentenza della Corte costituzionale n. 264 del 1974).
Tuttavia, la decisione di concedere i benefici ai detenuti spetta ai giudici di sorveglianza e la questione, soprattutto nei casi di femminicidio, viene vista con una certa ostilità dall'opinione pubblica, dai mass media e persino dai politici. A ciò si aggiunga la petizione presentata al Presidente della Repubblica in occasione della Giornata internazionale della donna con la quale si chiede di annullare i benefici astrattamente concedibili agli autori di femminicidio ed infanticidio. Nel caso in cui l'intento della petizione dovesse andare in porto verrebbe meno il principio costituzionale dell'ergastolo dell'assenza di perpetuità sancito dalla Sentenza della Corte Costituzionale n.264 del 1974.
L'ergastolo è stato escluso per i minori imputabili.

#### Liberazione condizionale e fine pena
Tuttavia, vi è da sottolineare che il carattere di perpetuità di tale pena è mitigato dalla possibilità concessa al condannato di essere ammesso alla libertà condizionale dopo avere scontato ventisei anni di pena, qualora ne venga ritenuto attendibilmente provato il ravvedimento.

Tale limite è ulteriormente eroso dalla riduzione di pena prevista per la buona condotta del detenuto, che, grazie all'istituto della liberazione anticipata, ogni sei mesi di reclusione effettivamente subita si vede computati come scontati ulteriori quarantacinque giorni di pena; per cui, i ventisei anni necessari all'ottenimento della liberazione condizionale si riducono a ventuno.
D'altro canto, la riforma dell'ordinamento penitenziario italiano del 1975, attraverso le previsioni degli artt. 30-ter, comma 4, lett. d) e 50, comma 5 della legge n. 354/1975, poi dalla legge Gozzini, ha contribuito a rimodellare i contenuti dell'ergastolo anche al di là dei profili che attengono alla liberazione condizionale: ha consentito infatti che il condannato all'ergastolo non ostativo possa essere ammesso, se ritenuto non pericoloso e dopo l'espiazione di almeno dieci anni di pena, ai permessi premio, nonché, dopo vent'anni, alla semilibertà; anche per il raggiungimento di tali termini è valida la riduzione di pena per buona condotta, abbassando ulteriormente la soglia temporale necessaria all'ottenimento di misure di attenuazione della detenzione.
Ottenuta la liberazione condizionale, il condannato all'ergastolo è sottoposto per cinque anni ad un regime di libertà vigilata, con prescrizioni e obblighi da rispettare. Se la sua condotta rimane soddisfacente, al termine di questo periodo la pena è considerata definitivamente estinta e il reo torna, dunque, ad essere un cittadino libero.
Le suddette disposizioni si applicano anche nel caso di ergastoli multipli comminati allo stesso individuo.

#### Reati
Nell'ordinamento italiano l'ergastolo è previsto per alcuni delitti contro la personalità dello Stato, contro l'incolumità pubblica e contro la vita, cui si aggiungono i reati per cui era prevista la pena di morte (che è sostituita dall'ergastolo ex D. lgs. lgt 10/08/44 n. 224). L'ergastolo è, altresì, previsto quando concorrono più delitti per ciascuno dei quali è prevista la pena non inferiore a ventiquattro anni (art. 73 co. 2 c.p.).
Molti reati possono essere teoricamente puniti con l'ergastolo, secondo la possibilità di scelta attribuita al magistrato giudicante, all'interno dei limiti edittali previsti dal codice penale italiano. Di seguito i principali reati che recano, nella sanzione edittale, questa possibilità:
- omicidio volontario, con aggravanti (es. premeditazione, motivi abietti o futili, aver adoperato sevizie o crudeltà, commesso contro ascendente o discendente e altre circostanze previste dal codice penale);
- omicidio volontario durante tentativo di eversione dell'ordine democratico o a scopo di terrorismo;
- strage dolosa;
- promozione di insurrezione armata contro lo Stato;
- caso di cittadino che porti le armi contro lo Stato, durante una guerra e al servizio di uno Stato straniero dichiarato nemico;
- atti ostili, tramite violenza e arruolamenti, diretti contro Stato straniero, che causino guerra con l'Italia;
- atti effettuati per portare devastazione e saccheggio, qualora causino la morte di persone;
- fatto o crimine atto a provocare guerra civile, se essa avviene;
- diffusione volontaria di epidemia che uccida almeno una persona, avvelenamento volontario di acque e pozzi che causi la morte di almeno una persona;
- omicidio volontario connesso a traffico di droga internazionale;
- traffico di esseri umani con circostanze aggravanti, come violenza sessuale, come prostituzione ed la riduzione in schiavitù, eccetera;
- violenza sessuale reiterata, recidiva e aggravata, ad esempio, da prolungati atti persecutori e lesioni gravissime che possano condurre alla morte della vittima, legami famigliari, atti di violenza sessuale su minori;
- alto tradimento;
- attentato contro il Presidente della Repubblica o contro capi di Stato esteri;
- sequestro di persona, a scopo di estorsione o di terrorismo, con conseguente uccisione o morte provocata dell'ostaggio;
- spionaggio e rivelazione di segreti di stato, se mettono gravemente in pericolo la sicurezza nazionale o causano una guerra;
- spionaggio in tempo di guerra, se raggiunge l'intento di danneggiare lo Stato;
- distruzione o sabotaggio di opere militari in tempo di guerra o in operazioni belliche;
- disfattismo politico, se commesso per favorire uno Stato nemico in tempo di guerra;
- soppressione, procacciamento, falsificazione o sottrazione di atti o documenti concernenti la sicurezza dello Stato, durante operazioni belliche e guerra;
- usurpazione di comando militare in tempo di guerra;
- genocidio e altri gravi crimini contro l'umanità, come, per esempio, la morte a seguito di tortura, se provocata da un militare in servizio in operazione bellica;
- crimini di guerra particolarmente gravi (ad esempio, rappresaglia contro civili e uso di armi di distruzione di massa contro obiettivi non militari);

Dal 1948 in poi è stato applicato solo per i reati correlati all'omicidio, fisicamente compiuto oppure ordinato, tranne in un solo caso: nel 1981 Ali Agca (poi graziato, dopo aver scontato diciannove anni e un mese) fu condannato all'ergastolo per attentato contro capo di Stato estero, per l'attentato a Giovanni Paolo II, in cui il pontefice rimase gravemente ferito; si trattò dell'unica volta nella storia della Repubblica in cui venne inflitta la massima pena che non fosse per un omicidio effettivamente commesso (o di cui si sia il mandante).
In un altro caso che ha visto come protagonista l'anarchico Alfredo Cospito la procura aveva chiesto l'ergastolo ma la Corte D'Assise Di Appello ha successivamente condannato Cospito a 23 anni di reclusione per l'attentato alla scuola Allievi carabinieri di Fossano.
Legge 33/2019
Con la legge 33/2019 il rito abbreviato non è più previsto per quei reati che prevedono l'ergastolo, tale legge ha favorito un aumento dei condannati all'ergastolo ed ha contribuito al sovraffollamento carcerario. Da sottolineare inoltre che l'assenza dei benefici del rito abbreviato è applicabile anche agli imputati seminfermi di mente

#### Ergastolo ostativo
L'ordinamento italiano (sulla base della legge n. 356/1992, norma di tipo "eccezionale") contempla anche un particolare tipo di ergastolo detto "ostativo", ovvero ostante (da cui "ostativo", appunto) l'accesso ai benefici penitenziari.
Questo particolare tipo di detenzione è applicabile (spesso in regime previsto dall'articolo 41 bis) per una serie di reati aggravati e in assenza di collaborazione con la giustizia. La pena è applicata solo per i delitti di associazione di tipo mafioso (art. 416 bis c.p.), sequestro di persona a scopo di estorsione (art. 630 c. p.) e associazione finalizzata al traffico di droga (art. 74 D.P.R. n. 309/1990), sempreché non siano stati acquisiti elementi tali da escludere l'attualità di collegamenti con la criminalità organizzata o eversiva. Altresì è applicabile in caso di terrorismo e altre fattispecie indicate all'art. 4 bis della Legge sull'ordinamento penitenziario.  La materia è stata oggetto di scrutinio presso la Corte europea dei diritti dell'uomo, che ha concluso per la violazione dell'articolo 3 della CEDU.
Nell'ottobre 2019 la Corte costituzionale dichiara illegittimo l'ergastolo ostativo anche in relazione ai condannati per delitti di mafia, i quali potranno dunque accedere ai permessi premio laddove in concreto il magistrato di sorveglianza riscontri che il condannato abbia dato piena prova di partecipazione al percorso rieducativo: la novità della sentenza risiede nel fatto che all'assenza di collaborazione con la giustizia per la prima volta fa da contrappeso il fatto che siano stati "acquisiti elementi tali da escludere sia l’attualità della partecipazione all’associazione criminale sia, più in generale, il pericolo del ripristino di collegamenti con la criminalità organizzata".
In Italia dal 2001 al 2020 sono morti ben 111 ergastolani
Nel novembre 2022 il Governo Meloni, in ottemperanza a quanto richiesto e indicato dalla Corte Costituzionale, ha approvato un adeguamento di legge al regime dell'ergastolo ostativo, sostanzialmente ricalcando la riforma (mai completamente approvata per anticipato scioglimento delle camere a seguito della caduta del Governo Draghi): la novità risiede nella possibilità, anche senza collaborazione con la giustizia, di ottenere permessi premio secondo le condizioni dettate dalla Corte, tranne che per i casi di coloro condannati all'articolo 41-bis per mafia, terrorismo e sovversione.

### Regno Unito
In Inghilterra, Galles e Irlanda del Nord è previsto per omicidio volontario (e la fattispecie del regicidio), violenza sessuale grave e recidiva, tradimento,  terrorismo e altri reati collegati. Le persone minori di ventuno anni non possono esservi condannate. In Scozia è previsto solo per l'omicidio grave. La libertà condizionale può essere concessa dopo quindici anni, in tutto il Regno Unito, ma una speciale commissione può revocarla a sua discrezione. La cosiddetta whole-life tariff, che può essere richiesta dal magistrato giudicante, ma irrogata solo centralmente dal Home Secretary, è una forma di reclusione a vita che esclude la libertà condizionale. I condannati a questa pena possono essere scarcerati solo on compassionate grounds (per motivi di compassione), come, per esempio, nel caso di detenuti gravemente malati. La grazia reale commuta o condona la pena in qualsiasi caso.

### San Marino
La pena massima di reclusione è di trentacinque anni.

### Stati Uniti
Negli Stati Uniti l'ergastolo è la pena massima, comminata per l'omicidio, la violenza sessuale aggravata e altri gravi reati, solo negli Stati dove non vige o non viene applicata la pena di morte. Negli altri Stati e nell'ambito dei reati federali è comminato in luogo della pena capitale quando vi siano attenuanti; in certi casi la condanna avviene anche per reati ritenuti meno gravi dell'omicidio nei paesi europei, come il traffico di droga, lo stupro, ma anche, negli Stati più conservatori come l'Alabama, per reati minori come il furto, se reiterati un certo numero di volte (sebbene sia considerato dall'ONU una violazione dei diritti umani comminare l'ergastolo o la pena di morte per reati non violenti); spesso, quando la pena di morte viene commutata (con la grazia da parte del Governatore o del Presidente o di particolari commissioni, o con la revisione della Corte Suprema), essa si trasforma in carcere a vita. A volte vengono comminati più ergastoli consecutivi, ad esempio per punire omicidi plurimi. Questa pratica è utilizzata per garantire che il criminale non venga mai scarcerato.
L'ergastolo senza condizionale (life imprisonment, detto anche life punishment, life sentence, lifelong incarceration, life incarceration o life without parole) viene sostenuto da molti giuristi progressisti o contrari alla pena di morte come una valida alternativa, almeno in una prima fase abolizionista, alla pena capitale (capital punishment o death penalty, chiamata anche death sentence). In questo caso l'ergastolo viene scontato integralmente e la pena può essere sospesa, annullata o attenuata solo dalla riapertura del processo o attraverso la grazia presidenziale, concessa assai di rado e in caso di assunzione di colpevolezza. In certi casi, come motivi di salute (ad esempio, se la pena viene scontata in una casa di cura od ospedale psichiatrico) e/o buona condotta in cella, il detenuto può essere ammesso a programmi di recupero all'interno del carcere e la pena può essere allentata o sospesa da una commissione speciale per la grazia. Tuttavia, il condannato trascorre la maggior parte della vita - anche più di quarant'anni - in carcere. L'ergastolo senza condizionale non va confuso in ogni caso con pene ugualmente pesanti come, ad esempio, la condanna a più di cento anni di reclusione, che è una pena cumulativa risultante da condanne plurime, ma con cui si può accedere comunque alla liberazione condizionale quando si ha scontato quasi metà della pena. In Texas, ad esempio, Stato che più massicciamente applica la pena di morte, il condannato all'ergastolo senza condizionale può ottenere la libertà condizionale dopo molti decenni di carcerazione, se viene dato parere positivo dalla Commissione statale per la grazia e la libertà condizionata, che decide se invitare il governatore alla commutazione delle pene; quest'ultimo in questo caso è solitamente obbligato alla controfirma dell'atto.
Inoltre, esiste la condanna all'ergastolo discrezionale, nota come "da cinque anni all'ergastolo", in cui il detenuto resta imprigionato fino a che una commissione non decida altrimenti, senza che il detenuto possa avere diritto alla libertà condizionale.
Secondo i sostenitori di questo tipo di pena, esso avrebbe un effetto deterrente maggiore della condanna a morte e darebbe soddisfazione ai familiari delle vittime senza uccidere il responsabile del delitto con l'esecuzione legale o la vendetta privata.
In alcuni casi, l'ergastolo con la condizionale viene concesso al posto della pena di morte o dell'ergastolo pieno, come per esempio nell'omicidio di primo grado di particolare gravità, ma compiuto da minorenni. Il condannato, similmente all'ergastolo dei paesi europei, può ottenere la libertà condizionale dopo aver scontato dai quindici ai vent'anni di reclusione.
Molti sostenitori della pena di morte affermano che in questo modo i peggiori criminali possano tornare liberi, mentre gli abolizionisti vorrebbero l'ergastolo con condizionale come pena principale per l'omicidio di primo grado, riservando l'ergastolo senza condizionale ai peggiori criminali, come i terroristi responsabili di strage o i serial killer.

### Svizzera
In Svizzera la reclusione perpetua è prevista in teoria, ma non applicata nella pratica grazie a semilibertà e liberazione condizionale.